# 中国农业银行大厦
中国农业银行大厦（英語：Agricultural Bank of China Tower），為一位於香港中環干諾道中一商業大廈，物業樓高27層，總樓面逾 17.2萬方呎。現由中國農業銀行持有物業。
大廈立面採取典雅風格設計，以啡色雲石、古銅鋼及灰色玻璃幕牆構成，於2011年2月建成，名為 50 Connaught Road Central，簡稱為 50CRC。大廈售出後，於2012年6月11日起改名為「中国农业银行大厦」；同年10月26日，中國農業銀行香港分行正式遷入大廈。

## 業權更替
物業前身為干諾道中46至60號，即鱷魚恤大廈1期（門牌50號，建於1981年）、鱷魚恤大廈2期（55號，建於1979年）及辰達集團大廈（59號，建於1978年），物業多次易手，前兩者先為麗新發展持有，後出售予旭日國際集團主席蔡志明，再轉售予亞洲基金，至於後者則由辰達永安為經中銀香港收回後售予旭日企業，再轉售至亞洲基金。及後亞洲基金出售20%股本及股東貸款予樂聲電子。
2012年5月以港幣48.8億元全幢售予中國農業銀行作其香港總部。

## 租客

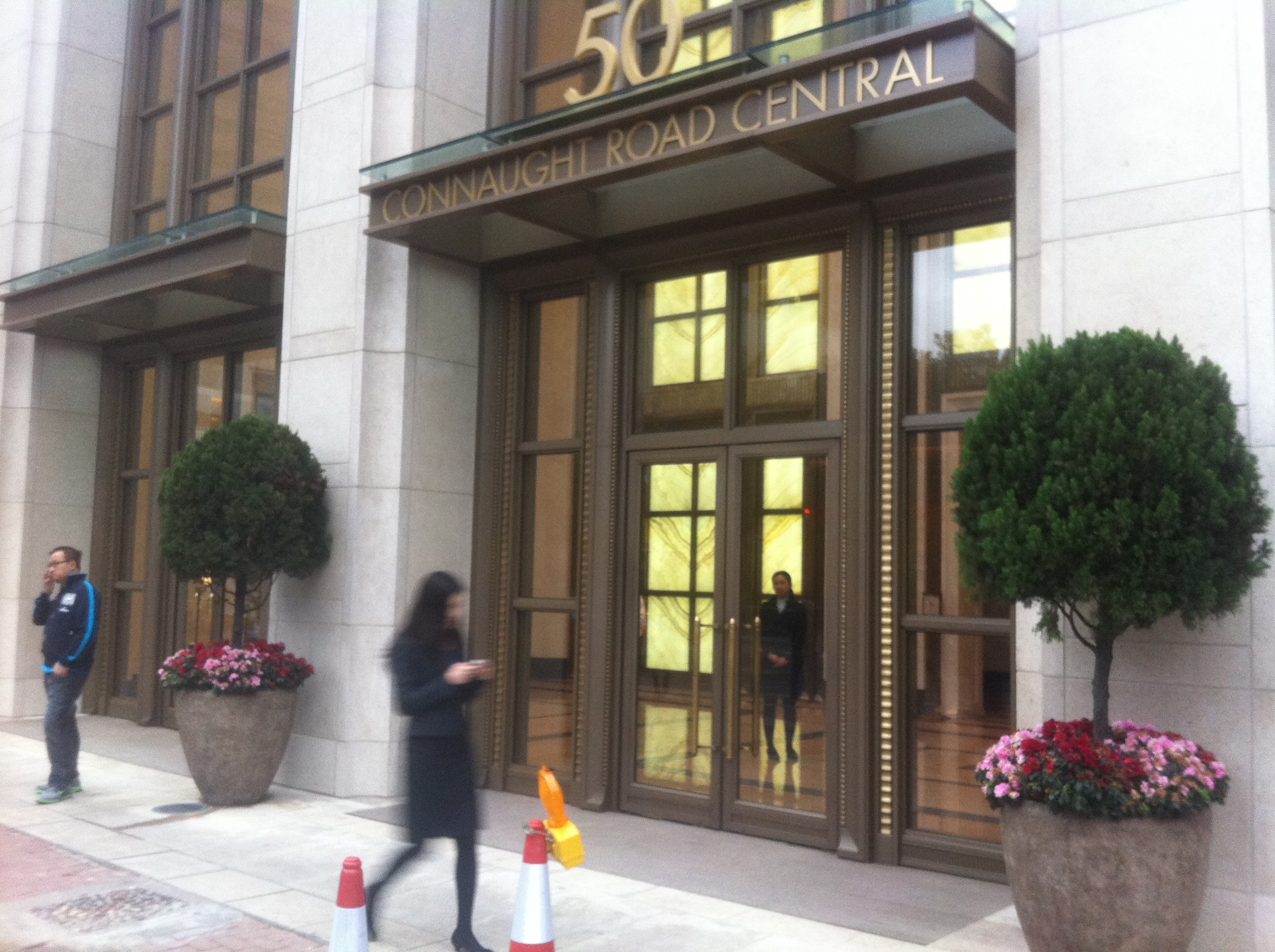
大廈入口
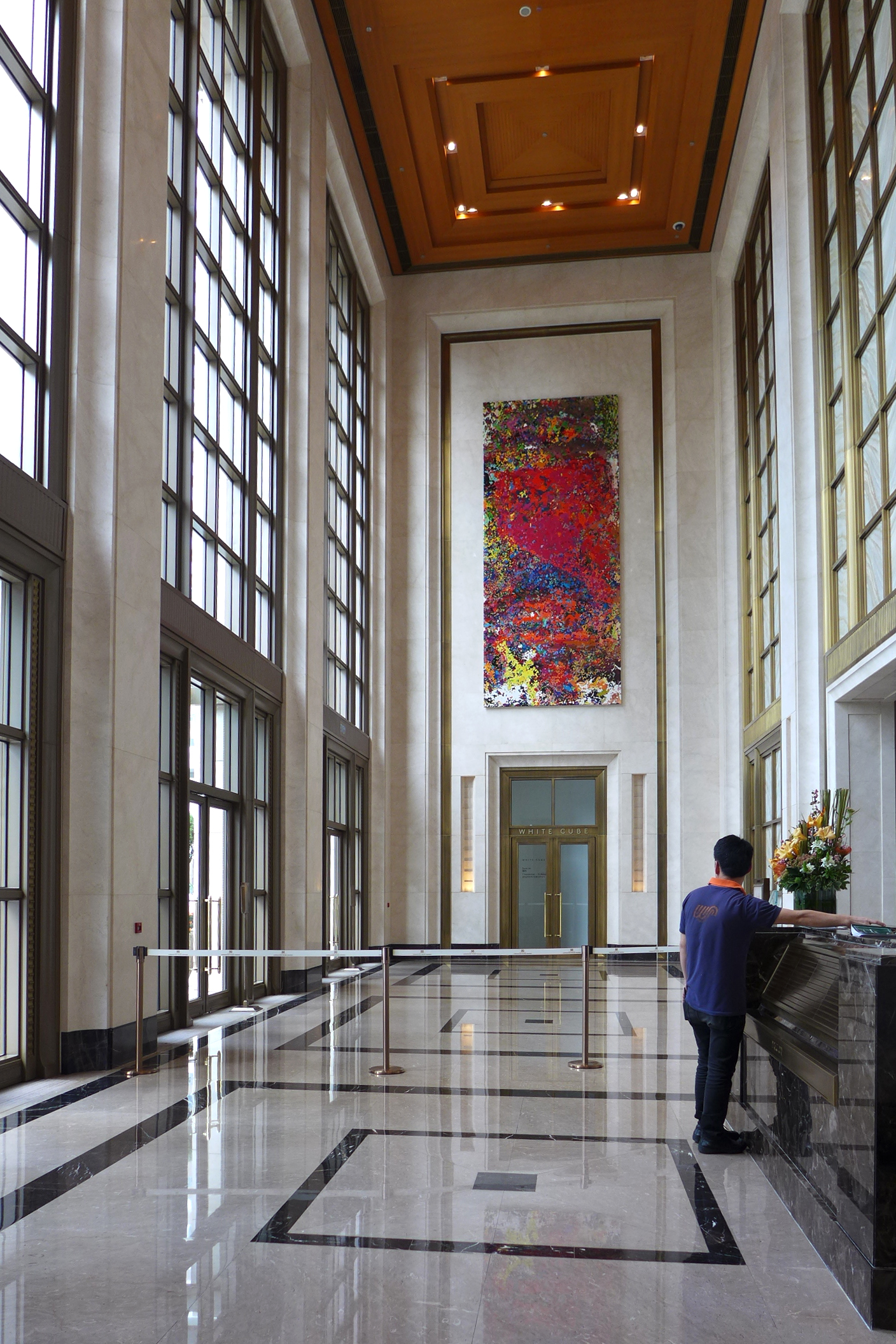
地下：星巴克
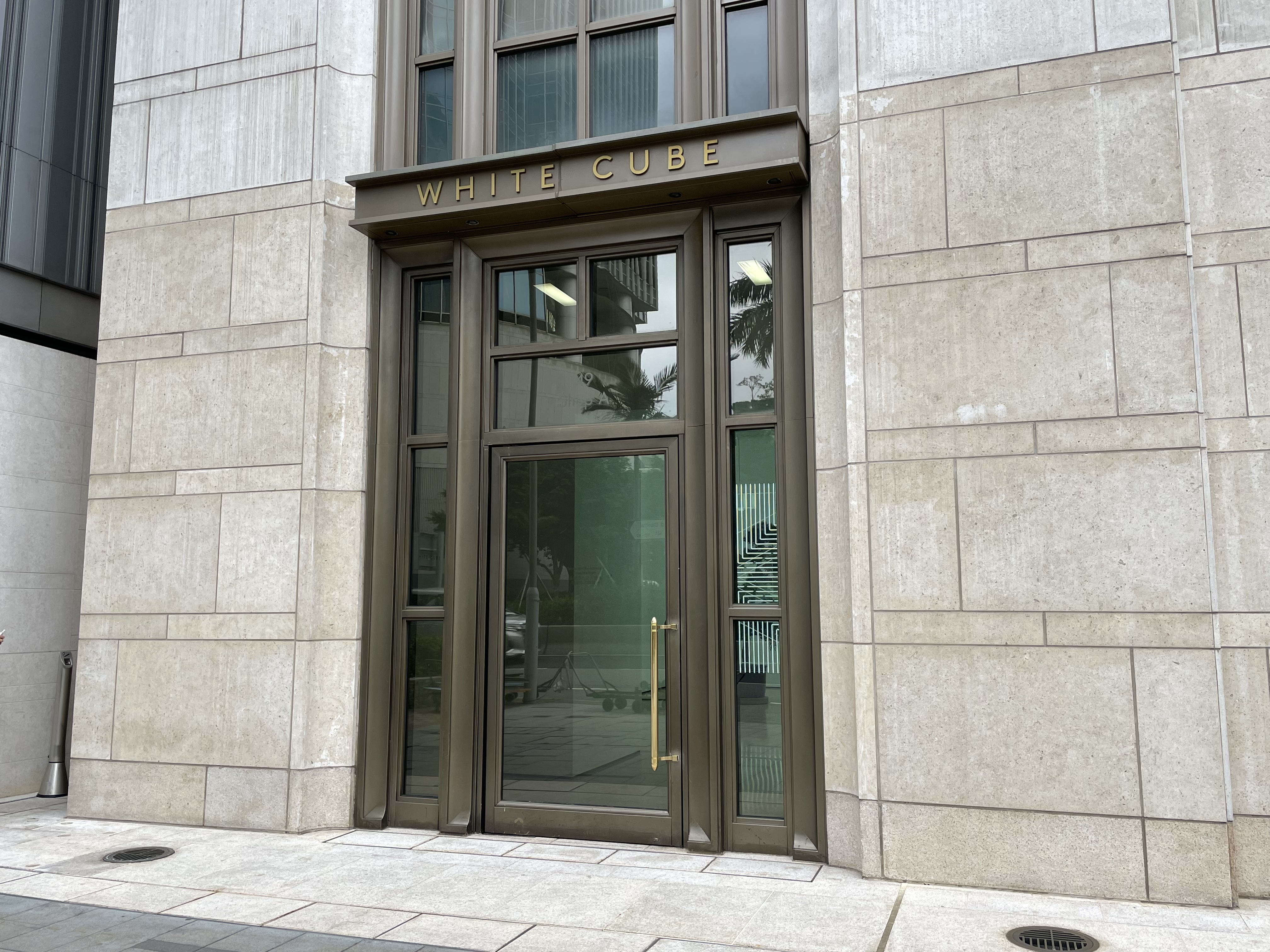
地下及1樓全層：白立方畫廊（英语：White Cube）
- 3樓：三星資產運用
- 5樓：農銀國際控股有限公司
- 7樓：空置
- 8樓：中國農業銀行香港分行
- 9樓：中國農業銀行香港分行
- 10樓：農銀國際控股有限公司
- 11樓：農銀國際控股有限公司
- 15樓：農銀國際控股有限公司
- 16樓：農銀國際控股有限公司
- 17樓：中國山東高速金融
- 18樓：中國農業銀行香港分行
- 19樓：空置
- 22樓：中國農業銀行香港分行
- 23樓：中國農業銀行香港分行
- 25樓：中國農業銀行香港分行
- 26樓：中國農業銀行香港分行
- 27樓：中國農業銀行香港分行
- 28樓：

- 大廈入口
- 地下大堂
- 香港白立方

## 附近物業
- 恒生銀行總行大廈
- 遠東發展大廈
- 香港中華廠商聯合會大廈
- 租庇利街
- 華懋廣場2期
- 中保集團大廈

## 外部連結
维基共享资源上的相關多媒體資源：中国农业银行大厦